# Guido d'Arezzo
Pour les articles homonymes, voir saint Guy et Arezzo (homonymie).
Œuvres principales
Micrologus de disciplina artis musicæ 
Système d'origine latine de dénomination des notes de musique 
Ut, Re, Mi, Fa, Sol, La.

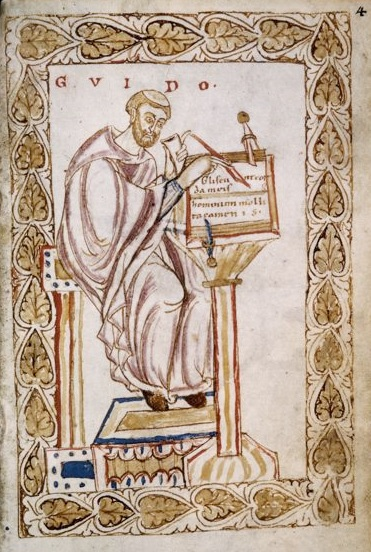
Enluminure du Moyen Âge représentant Guido d'Arezzo.

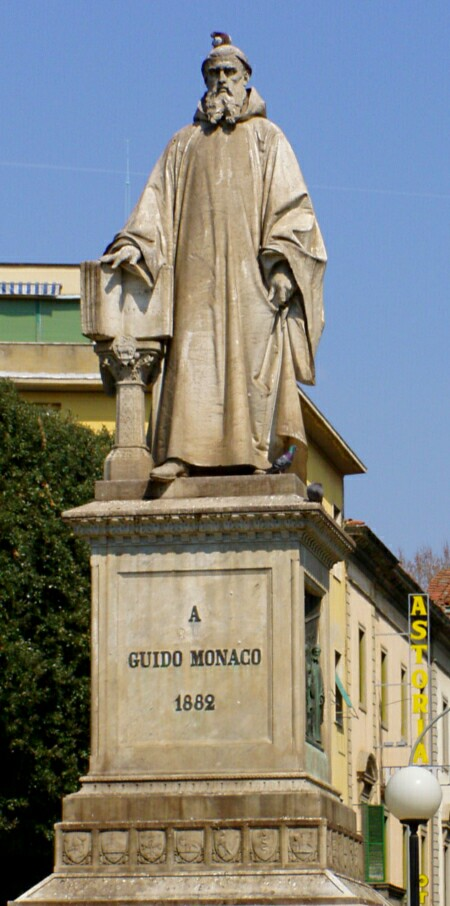
Statue de Guido d'Arezzo à Arezzo.

Guido d'Arezzo — également appelé Gui ou Guy d'Arezzo voire Gui l'Arétin ou Guidon Arétin en français, Guidus Aretinus en latin ou encore Guido monaco (Guy le moine) en italien  — est un moine bénédictin italien né en 992 et mort après 1033. Il est célèbre pour sa contribution à la pédagogie musicale, notamment à l'élaboration d'un système de notation musicale sur portée.

## Biographie
On sait peu de choses sur ce moine, et même le lieu de sa naissance et celui de sa formation sont l'objet de controverses. Certains pensent qu’il est né à Pomposa, et serait entré très jeune à son abbaye bénédictine où il aurait reçu son initiation musicale ; d’autres, qu’il serait originaire d’Arezzo, et qu’il aurait reçu sa première instruction musicale à la cathédrale San Donato dont il aurait ensuite été cantor, avant d'entrer à l’abbaye de Pomposa.
Son séjour à l'abbaye de Pomposa n’est en revanche contesté par aucun biographe. C’est là que, constatant les difficultés éprouvées par les moines à mémoriser exactement le plain-chant, il aurait eu l’idée d’une méthode pédagogique leur permettant d’apprendre les morceaux beaucoup plus rapidement, méthode qui se serait répandue dans le Nord de l’Italie.
Expulsé du monastère de Pomposa pour des raisons obscures — peut-être pour avoir refusé de se plier à l’orthodoxie musicale du lieu —, il est ensuite l’hôte de l'évêque Théobald, à Arezzo. Logé à l’évêché, il est chargé de la direction de l’école de musique de la cathédrale. Jusqu'à cette époque, la musique se notait au moyen de neumes sans portée, lesquels ne pouvaient constituer qu'un rappel d'une mélodie transmise oralement. Constatant la corruption inévitable des morceaux transmis aux élèves par des maîtres qui ne pouvaient s’appuyer que sur une mémoire parfois défaillante, Guido continua à développer ses recherches en matière de pédagogie musicale, jetant les bases de la notation moderne sur portée.
Plusieurs auteurs récents — dont les musicologues de l'Université de Bologne Angelo Rusconi en 2000, dans Guido d'Arezzo, monaco pomposiano, et Cesarino Ruini en 2004, dans l'Encyclopédie Treccani — précisent que rien ne vient historiquement confirmer la tradition, répandue depuis le XVIe siècle parmi les moines de l'ordre camaldule (qui le vénèrent comme un saint), selon laquelle Guido d'Arezzo aurait été prieur du monastère de Fonte Avellana, y terminant ses jours autour de 1050 : sa présence à Arezzo le 20 mai 1033, attestée par un document daté et signé de sa main, est la seule certitude concernant les dernières traces du moine musicien.

## Œuvres
- Micrologus de disciplina artis musicæ (vers 1025 ou 1026) : il s'agit de l'un des plus gros traités du Moyen Âge. Il est destiné aux maîtres et aux experts et non aux simples chantres.
- Regulæ rythmicæ : synthèse du précédent, destinée à l'enseignement.
- Prologus in Antiphonarium : explication technique de la notation sur portées.
- Epistola ad Michaelem : ce livre contient des éléments biographiques et une explication de sa méthode pour apprendre le chant.

On lui attribue parfois la main guidonienne sur laquelle sont placées les claves, et qui, dans le domaine du solfège, équivalait à un instrument de musique. Elle permettait de visualiser plus facilement les intervalles et de jouer de la musique, même sans instrument.
Professeur de musique et grand pédagogue, il est à l'origine du système occidental de dénomination des notes de musique.
Guido d'Arezzo a également apporté sa contribution à la traduction des mélodies au moyen de son invention nommée « hexacorde », ancêtre de la portée actuelle, où chaque note avait une position absolue et non plus relative comme dans les neumes.
Pour nommer les six degrés de son hexacorde, Guido d'Arezzo a utilisé ut, re, mi, fa, sol, la, les premières syllabes de chaque demi-vers d'un chant religieux latin, l’Ut queant laxis (l'hymne à saint Jean-Baptiste), dont le texte est attribué au moine et érudit italien Paul Diacre (en latin Paulus Diaconus). La note « si », ajouté bien plus tardivement, reprend les initiales de Sancte Ioannes (Saint Jean, en latin). Ce système est devenu populaire dans les pays de langue romane.

## Hommages
- Son nom a été donné à l'un des principaux concours européens de chant choral qui se déroule à Arezzo[7].
- Son nom a été également donné à une place de Bruxelles, au conservatoire musical de La Norville et à une société relevant de l’abbaye de Solesmes dans la Sarthe.
- Un cratère de la planète Mercure a été baptisé du nom de Guido d'Arezzo[8].
- Le format de la notation musicale numérique GUIDO repose sur le nom de Guido d'Arezzo.